# Герб Сокирян
Герб Сокирян — символ міста Сокиряни. Затверджений рішенням сесії міської ради від 12 вересня 2002. Герб є промовистим.
Автор герба — А. Гречило.

## Опис
У синьому полі перехрещені золоті сокири, вгорі — золота восьмипроменева зірка, а внизу — срібний півмісяць ріжками вгору.
Сокири відображають назву міста.

## Зміст
Легенда розповідає, що перші поселенці прийшли у ліси з сокирами, щоб розчистити місце для житла, тому їх стали звати «сокирянами», а потім назва поширилася й на саме поселення. Зірка та півмісяць — це історичні символи з територіального герба, що вказують на приналежність до Бессарабії. 
Щит обрамований декоративним картушем і увінчаний срібною міською короною з трьома зубцями.
Зараз герб можна побачити при в'їзді в місто, на міській раді, міському порталі та на емблемі районної газети «Сокиряни сім днів»

## Герб громади

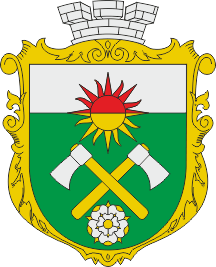

Затверджений 22 квітня 2021р. рiшенням №106/06-21 VI сесії міської ради VІІІ скликання. Автор герба — А. Гречило.
У зеленому полі і срібній главі шістнадцятипроменеве сонце, перетяте на червоне і золоте, під ним – дві срібні сокири зі золотими топорищами у косий хрест, під якими срібна троянда із золотим осердям і листочками.
Сокири вказують на назву громади. Зелене поле та квітка свідчать про багаті природні ресурси району та його щедрі сади й поля. Срібна смуга означає Дністер, який омиває Сокирянщину на півночі. Сонце символізує енергетичну галузь.